# عبد الرزاق البدري
السيّد عبد الرزاق شاكر البدري (1918 - 1982) كاتب وشاعر عراقي من أهل القرن العشرين الميلادي/الرابع عشر الهجري. ولد في مدينة سامراء ونشأ بها. وتعلم القراءة والكتابة في الكتاتيب وقرأ القرآن على محمد حسين السعود، وأتم دراسته الابتدائية في مدينة سامراء، والتحق بالمدرسة العلمية الدينية فنال شهادتها، ولازم شيخه عبد الوهاب البدري، ثم انتسب لدورة دار المعلمين الابتدائية عام 1938 فاجتازها. عين معلمًا في وزارة المعارف بالتعليم الابتدائي - ثم فصل لمناصرته ثورة العراق التحررية، ثورة رشيد عالي الكيلاني 1941، وأعيد إلى وظيفته عام 1947. وبقى معلمًا حتى عام 1957، ثم عين أمينًا لمكتبة سامراء العامة، مما أتاح له العمل بالتصنيف حتى وفاته في مسقط رأسه. له من العديد من المؤلفات ومنها : تاريخ سامراء، قديماً وحديثاً وأدباء وشعرا العصر العباسي في سامراء والقرامطة في التاريخ وملاحظاتي في التربية والتعليم وعلم النفس واحاديث الليالي، وغيرهم. 

## سيرته
هو السيّد عبد الرزّاق شاكر البدري السامرائي، ينتهي نسبه إلى الشريف يحيى بن محمد الجواد من جهة الأب والأم. ولد سنة 1918 في سامراء وتخرج في المدرسة الابتدائية فيها سنة 1930 ودخل دار العلوم أو المدرسة العلمية في سامراء وتخرج منها سنة 1936 ثم دخل دورة دار المعلمين الابتدائية بالأعظمية سنة 1938 فعيّن معلماً في قضاء الهندية ثم اعتقل سنة 1941 لاشتراكه في حركة رشيد عالي الكيلاني ثم فصل واعيد إلى التعليم سنة 1947 وفي سنة 1955 عين أميناً لمكتبة سامراء العامة للإدارة المحلية متصرفية لواء بغداد. درس العلوم النقلية والعقلية على طه ياسين وقاسم القيسي. 

من الشعراء الذين تأثر بهم هم المتنبي والبحتري واستاذه عبد الوهاب البدري الذي كان يرعاه رعاية خاصة. تحتفي قصائد عبد الرزاق بالمناسبات والمدائح، وتكشف عن نزعته الدينية، واتجاهه المحافظ على موسيقا الشعر العربي، ويغلب عليها نظام المقطوعات فتأتي معظمها قليلة العدد.

توفي في سامراء سنة 1982.

## من أولاده
تزوج عبد الرزاق البدري من السيدة لطفية أحمد وانجب منها خمسة أولاد هم: عبد الوهاب وموفق وصلاح ونجيب وجمال وابنتان : بشرى وابتسام.

## مؤلفاته
- تاريخ سامراء، قديماً وحديثاً
- أدباء وشعرا العصر العباسي في سامراء
- القرامطة في التاريخ
- ملاحظاتي في التربية والتعليم وعلم النفس
- احاديث الليالي، مجموعة قصص واقعية،
- المرشد في تنظيم المكتبات
- القصائد النادرة
- الالغاز والاحاجي
- عبقرية الدكتور يوسف عز الدين من ديوانه لهات الحياة
- لمحات من حياة أستاذي السيد عبد الوهاب البدري
- سيرة الامام علي الهادي
- الصنعة الإلهية: صناعة الكيمياء والذهب والفضة في نظر عباقرة المسلمين
- نساء من بلدي
- شخصية يوسف عز الدين الأدبية

وله أبحاث ومقالات.

## وصلات خارجية
- عبد الرزاق البدري في «معجم البابطين لشعراء العربية في القرنين التاسع عشر والعشرين»